# NGC 4762
NGC 4762 (również PGC 43733 lub UGC 8016) – galaktyka soczewkowata (SB0), znajdująca się w gwiazdozbiorze Panny. Została odkryta 15 marca 1784 roku przez Williama Herschela. NGC 4762 należy do gromady galaktyk w Pannie.